# Honoré Cavaroc
Honoré Cavaroc, né à Lyon le 18 décembre 1846 où il est mort le 1er février 1931, est un peintre et photographe français.

## Biographie
Fils d’un orfèvre, élève à l’école impériale des beaux-arts de Lyon, il devient Sociétaire de la Société des artistes français et participe au Salon des artistes français où il obtient en 1886 une médaille de 3e classe. En 1929, il y présente les toiles Entrée du parc à Oullins (Rhône) et La gaieté des prairies à Montmoyen (Côte d'Or). Il reçoit une médaille de bronze aux Expositions universelles de 1889 et de 1900.